# Carrícola
Carrícola (en valencien et en castillan) est une commune de la province de Valence, dans la Communauté valencienne, en Espagne. Elle est située dans la comarque de la Vall d'Albaida et dans la zone à prédominance linguistique valencienne.

## Géographie

Localisation de Carrícola
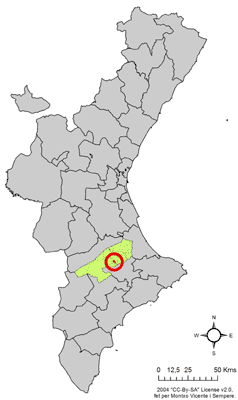
Dans la Communauté valencienne.
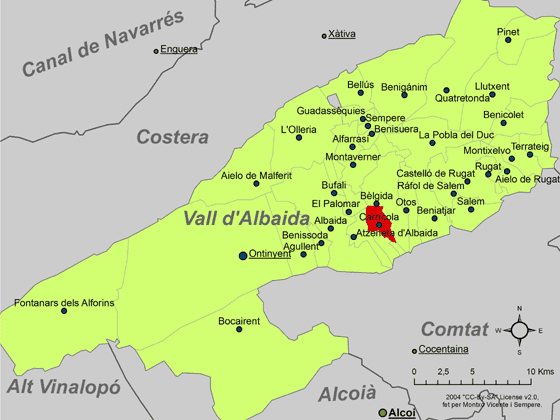
Dans la comarque de la Vall d'Albaida.

La commune est située à 82 km au sud de Valence, et à 86 km d'Alicante.

## Démographie
Carricola avait 83 habitants en 2015, dont 70 % de personnes de 40-50 ans, sur une surface de quatre kilomètres carrés.
L'activité principale des habitants est l'agriculture biologique.

## Administration
La mairesse de Carricola a été élue par 100 % des personnes votantes. Toutes les décisions du village se prenaient par le vote de l'ensemble des habitants jusqu'à ce que cette pratique soient interdite par une loi espagnole dans les années 2000. Depuis, les habitants se réunissent régulièrement pour donner leur avis sur les décisions importantes, mais la mairesse est la seule personne ayant le pouvoir de décision.

## Économie
Juan Chafer et Luis Blasco, habitants de Carricola, ont ouvert une petite coopérative familiale en 1982 dans le village, appelé « La Valle Bio » (signifie en français : « la vallée bio »).
L'activité principale de la coopérative est de commercialiser les fruits et légumes biologiques produits sur la commune de Carricola. 90 % de ces produits sont exportés, principalement en Belgique, aux Pays-Bas, en Allemagne, au Danemark et en France.